# کاهش بووالت–بلان
کاهش بووالت-بلان یک واکنش شیمیایی است که طی آن با استفاده از اتانول مطلق و سدیم فلزی، یک استر به یک الکل الکلهای نوع یک تبدیل می‌شود.  این واکنش برای نخستین‌ بار توسط لوئیس بووو و گوستاو لوئی بلان در سال ۱۹۰۳ گزارش شده است.   

آنها برای این منظور از اتیل اولئات و نرمال-بوتیل به عنوان استر استفاده کردند و موفق شدند که این استرها را به اولئیل الکل مربوط تبدیل کنند.  دستورالعمل‌های اصلاح شده متعددی از این روشر ارگانیک سینتسیس منتشر شده است.   
این واکنش هنوز در مقیاس تجاری مورد استفاده قرار می‌گیرد، با این حال از زمانی که ترکیب لیتیوم آلومینیوم هیدرید برای کاهش استرها ارائه شد، استفاده از این روش در مقیاس آزمایشگاهی عملا منسوخ شده است. 